# Alfredo Nobre da Costa
Alfredo Nobre da Costa (10 de septiembre de 1923 - 4 de febrero de 1996) fue el primer ministro del III Gobierno Constitucional de Portugal (28 de agosto a 22 de noviembre de 1978). Además formó parte del VI Gobierno Provisional y en el I Gobierno Constitucional de Portugal.
Pasará a la historia por haber sido el primero en dirigir un gobierno nombrado por el presidente (en la época era Ramalho Eanes), debido a la inexistencia de una mayoría parlamentaria estable (la alianza entre el PS y el CDS que estuvo en el origen del II Gobierno Constitucional, presidido por Mário Soares se había frustrado).
A pesar de que estuvo en el cargo durante un breve periodo de tiempo, conservó una buena imagen de cara a la opinión pública debido a sus capacidades de gestión y acción de gobierno. 
| Predecesor: Mário Soares | Primer ministro de Portugal 1978 | Sucesor: Carlos Mota Pinto |